# Kbel (Boêmia Central)
Kbel é uma comuna checa localizada na região da Boêmia Central, distrito de Kolín.